# E.S. Posthumus
E.S. Posthumus war eine Musikgruppe aus Los Angeles, die im Jahr 2000 von den Brüdern Helmut und Franz Vonlichten gegründet wurde. Das E.S. im Namen der Gruppe steht für Experimental Sounds. Aufgrund des Todes von Franz Vonlichten im Mai 2010 gab Helmut Vonlichten im Juli das Ende der Gruppe bekannt.

## Stil
Der musikalische Stil der Gruppe verbindet Orchester- und Chorklänge mit Perkussion und Elementen der elektronischen Musik.
Die Musik von E.S. Posthumus erinnert zum Teil stark an Filmmusik und wurde aus diesem Grund bereits in einigen Kinofilm-Trailern eingesetzt, darunter auch Trailer zu Spider-Man (Pompeii), Matrix Reloaded und Planet der Affen. Des Weiteren dient der Titel Nara ihres ersten Albums Unearthed als Titellied zur TV-Serie Cold Case – Kein Opfer ist je vergessen.

## Diskografie

### Unearthed
Unearthed, veröffentlicht im Jahr 2001, ist das erste Album von E.S. Posthumus. Es wurde in Zusammenarbeit mit dem Sinfonieorchester der Stadt Seattle und dem Chor der Seattle Choir Company sowie den Musikern Michael Landau (Gitarre), Pedro Eustache (Holzblasinstrumente), Davy Spillane (Dudelsack) und Efrain Toro (Perkussion) aufgenommen.
Alle Titel des Albums sind nach altertümlichen Städten benannt.
Tracklisting
1. Antissa
2. Tikal
3. Harappa
4. Ulaid
5. Ebla
6. Nara
7. Cuzco
8. Nineveh
9. Lepcis Magna
10. Menouthis
11. Estremoz
12. Pompeii
13. Isfahan

### Cartographer
Cartographer ist das zweite Album von E.S. Posthumus. Die Veröffentlichung des Albums war ursprünglich für das Jahr 2006 geplant, aus unbekannten Gründen verschob sich der Termin jedoch mehrfach, bis das Album schließlich Anfang 2008 erschien. Auf Cartographer setzen E.S. Posthumus zum ersten Mal neben Orchester und Chor auch eine Solo-Gesangsstimme ein, die von der Sopranistin Luna Sans beigetragen wird. Das Album besteht aus zwei CDs, wobei sich die zweite CD aus Remix-Versionen der ersten CD zusammensetzt. In den Remix-Versionen werden die Solo-Gesang-Parts durch Chorgesang und Solo-Instrumente ersetzt. Die zweite CD ähnelt im Klang daher stärker dem ersten Album Unearthed.
CD 1 – Luna Sans (Gesang)
1. Nolitus
2. Isunova
3. Vorrina
4. Selisona
5. Marunae
6. Mosane
7. Decifin
8. Sollente
9. Caarano
10. Raptamei
11. Oraanu
12. Nivaos
13. Nasivern

CD 2 – Piri Reis Remixes (Remix)
1. Ashielf Pi
2. Oraanu Pi
3. Marunae Pi
4. Mosane Pi
5. Isunova Pi
6. Nasivern Pi
7. Selisona Pi
8. Raptamei Pi
9. Caarano Pi
10. Nivaos Pi
11. Sollente Pi
12. Decifin Pi
13. Vorrina Pi
14. Nolitus Pi
15. Odenall Pi

### Makara
Makara ist das dritte Album von E.S. Posthumus und erschien 2010.
Tracklisting
1. Kalki
2. Varuna
3. Unstoppable
4. Durga
5. Manju
6. Kuvera
7. Ushas
8. Lavanya
9. Vishnu
10. Indra
11. Arise
12. Saint Matthew Passion
13. Krosah
14. Anumati
15. Moonlight Sonata

### Singles
- Posthumus Zone wurde für eine NFL-Sportsendung auf CBS komponiert und wurde unter anderem durch den Vorspann bekannt. Im Jahr 2005 wurde zusammen mit DJ Quik und Bizarre eine Remix-Version mit dem Titel Rise to Glory erarbeitet.
- Unstoppable lautet der Titel der zweiten Single, die als Titelmusik für den AFC Championship 2007 für CBS komponiert wurde.
- Arise ist nach Posthumus Zone und Unstoppable die dritte Single und wurde als Musik für den AFC Championship 2008 auf CBS verwendet. Außerdem ist Arise die erste Single-Auskopplung aus dem neuen Album Deciphered, dessen Erscheinungsdatum noch unbekannt ist.[2]
- Nara wurde zur Titelmelodie der US-Fernsehserie Cold Case – Kein Opfer ist je vergessen.